# Station sauvage
Pour plus de détails, voir Fiche technique et Distribution.
Station sauvage (Edge of Madness) est un film dramatique américano-canadien, réalisé par Anne Wheeler, sorti en 2002. Il est adapté de la nouvelle canadienne, A Wilderness Station d'Alice Munro, paru en 1994.

## Fiche technique
Sauf indication contraire, les informations mentionnées dans cette section peuvent être confirmées par la base de données cinématographiques IMDb,  présente dans la section « Liens externes ».
- Titre : Station sauvage
- Titre original : Edge of Madness
- Réalisation : Anne Wheeler
- Scénario : Charles K. Pitts, Anne Wheeler, d'après la nouvelle d'Alice Munro.
- Casting : Bette Chadwick, Candice Elzinga
- Direction artistique : Janet Lakeman
- Décors : Louise Middleton
- Costumes : Linda Madden
- Maquillage : Lori Caputi
- Photographie : David Frazee
- Montage : Robert Lower
- Musique : Randolph Peters
- Production : William Wallace Gray
- Sociétés de production : CinéGroupe, Gregorian Films
- Sociétés de distribution : Lionsgate
- Pays d'origine :  Canada,  États-Unis
- Langue : Anglais
- Format : Couleurs - 1,85:1 - Dolby Digital - 35 mm
- Genre : Drame
- Durée : 99 minutes (1 h 39)
- Dates de sorties en salles : 
  -  Canada : 1er janvier 2002

## Distribution
- Caroline Dhavernas : Annie Herron
- Brendan Fehr : Simon Herron
- Corey Sevier : George Herron
- Paul Johansson : Henry Mullen
- Jonas Chernick : William Sellor
- Currie Graham : Dr Jenkins
- Tantoo Cardinal : Ruth
- Anne Ross : Sadie Johnson
- Francis Damberger : Mr Treece
- Jennifer Pelser : Mme Treece
- Hilary Carroll : Jenny Treece
- Peter Wingfield : Révérend Walter McBain
- Pauline Broderick : Mme McBain